# Lactobacillus acidophilus

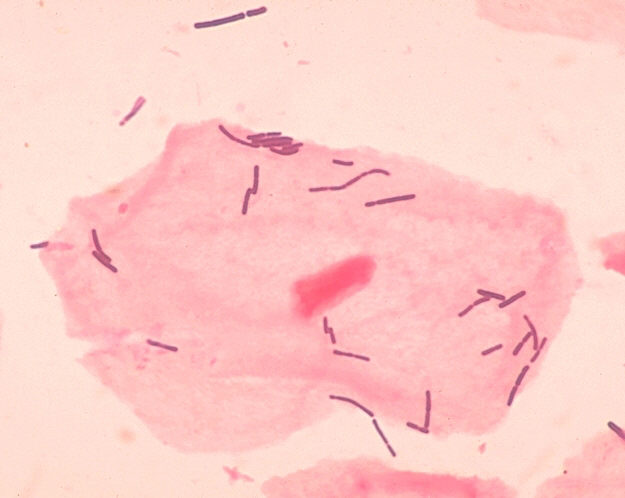
L. acidophilus

Lactobacillus acidophilus (có nghĩa vi khuẩn sữa yêu axít) là một loài trong chi Lactobacillus. L. acidophilus phân hóa đường thành acid lactic. L. acidophilus là một trực khuẩn thường cư trú ở đường tiêu hóa của con người, có khả năng sinh ra acid lactic, do đó tạo ra một môi trường không thuận lợi cho sự phát triển của các vi khuẩn và nấm gây bệnh kể cả các vi khuẩn gây thối rữa.
L. acidophilus đã được dùng trong nhiều năm để điều trị ỉa chảy chưa có biến chứng, đặc biệt do vi khuẩn chí ở ruột bị biến đổi do dùng kháng sinh. 
L. acidophilus sinh sản bằng cách chia đôi hay trực phân. Mặc dù không có hình thức sinh sản hữu tính (chỉ là sinh sản cận hữu tính).